# Lasiophorus gracilis
Lasiophorus gracilis är en stekelart som beskrevs av Josef Fahringer 1931. Lasiophorus gracilis ingår i släktet Lasiophorus och familjen bracksteklar. Inga underarter finns listade i Catalogue of Life.